# Victorious (musikalbum)
Victorious är det tredje albumet från det svenska indierockbandet The Perishers. Albumet släpptes 19 september 2007 av skivbolaget NONS.

## Låtlista
1. Midnight skies
2. Never bloom again
3. Carefree
4. My own
5. Victorious
6. Come out of the shade
7. Best friends
8. Almost pretty
9. Is it over now
10. To start a new
11. 8am departure
12. Get well soon

## Singlar
- Carefree
- Come out of the shade